# 夢の散歩
夢の散歩（ゆめのさんぽ）は、つげ義春が1972年に北冬書房『夜行』1号に発表した13頁からなる短編漫画作品。

## 解説
1966年頃から始まり1968年の『ほんやら洞のべんさん』までのいわゆる「旅もの」で完成度の高い作品群を生み出してきたつげが、その後、いきなり『ねじ式』（1968年）、『ゲンセンカン主人』（1968年）など、立て続けに人間の内面を掘り下げるようなシュールな作品を発表し物議をかもしたが、『やなぎ屋主人』（1970年）から2年間の休筆期間を置き1972年に発表したこの作品において、夢そのもののリアルさを描く手法を初めて示した。描線は柔らかくなり、絵柄も全体に白っぽくなっている。『ねじ式』も夢にヒントを得たものであったが、夢そのものを描いたものではなかった。
この作品の発表の5年後、夢をテーマにした作品である1977年の『アルバイト』を発表すると、突然思い出したかのように『コマツ岬の生活』（1978年）、『外のふくらみ』（1979年）、『必殺するめ固め』（1979年）、『ヨシボーの犯罪』（1979年）、『雨の中の慾情』（1981年）と夢そのものをリアルに描いた作品群を生み出すが、そのきっかけとなった作品である。
1976年8月には夫人の藤原マキが、子宮癌で手術を受けるなど精神面で大きなダメージを受け、不安神経症の治療を受けており、また、将来に不安を感じ、古本屋を始めるつもりで古本漫画を収集したり、中古カメラを収集していた時期にあたる。これら「夢もの」には、そうした時期の不安定な心理が作品に反映していたが、同じ「夢もの」でも1972年の『夢の散歩』には、それらの作品で見られることになる不安はまだ強調されず、むしろエロティックなファンタジーに満ち溢れている。が、同時にそこにはある種の空虚さも見られた。極端に簡素化された白飛びしたような絵と、そのことによって気だるいような真夏の昼下がりの雰囲気が強調されたこと、また台詞や登場人物の少なさ（主人公以外には母子と警察官のみ）に加え、顔が描かれているのは主人公の青年のみという特異さや、ストーリーの単純さは夢を題材にしているとはいえ、その後のつげ作品の行く末を暗示している趣がある。この作品ではエロティシズムや退廃、非現実への傾倒や逃避が見られるようになり、『夏の思いで』（1972年）や『懐かしいひと』（1973年）、『夜が掴む』（1976年）などへと引き継がれる系譜を作る。これは『やなぎや主人』（1970年）にすでに萌芽が見られていたものであるが、作風的にはそのどれとも異なり異質である。
この作品に関して、つげ自身は『やなぎや主人』や『ねじ式』などのわけの分からない内面のことなどを考えるのが嫌になって「軽い調子でスコンと抜けたようなものを描きたいという気持ちになってきた」と語り、「事」だけのリアリティというものがあると思っており、夢と現実の微妙なところを描いたと述懐している。

## あらすじ
入道雲が印象的に広がる夏らしい空の下、横断禁止の大きな道路を渡ろうとして警察官に注意を受ける自転車を押した主人公の青年と母子。子供は3～4歳位の女の子のようであり、パラソルをさした母親はグラマーに描かれている。ガードトンネルへの近道へ回ろうと、青年は歩道脇のぬかるみに下りていく。母子が青年の後に続くが、ぬかるみに足を取られてしまい、四つん這いになった母親のパンツがずり落ちていく。それを見ていた青年は欲情し、背後から近づくとズボンの前を開き、そのまま性交に及ぶ。母親は「あああ」と嘆息を上げ、行為は終わる。青年は何事もなかったかのように自転車を押し、ガードトンネルの方に向かい、2階建ての木造の民家を挟んで母子は再びパラソルをさし、ぬかるみを下りていく。
「あの奥さん明日も散歩に来るかな」の青年の台詞が残される。

## 書籍情報

### フランス語版
2005年にはフランス語に翻訳され紹介された（『MANGA　NOUVELLE VAGUE』）。ぬかるみに足を取られパンツがずり落ちた女性の描かれるシーンに振られた擬音語のセリフの「ヌルヌル」が「FLOC FLOC」、「ポテッポテッ」が「PLOC PLIC」と翻訳されている。 

## 評価
- 南伸坊 - 『ガロ』に描かなくなった後、『夜行』で『夢の散歩』を描いたときにもガラッと絵柄を変えた。あれもすごく鮮烈だった。簡単な線で描いてるんだけれども、真夏の日差しの空気感がものすごく出ていた[2]。